# Helena (tragedia Eurypidesa)
Helena (greka starożytna: Ἑλένη, Helenē) – tragedia Eurypidesa oparta na alternatywnej wersji mitu o Helenie, wystawiona po raz pierwszy w 412 roku p.n.e.

## Data powstania tragedii i jej źródła
Sztuka datowana jest na podstawie parodii Arystofanesa (w Thesmoforiach z 411 r.) na rok 412 i stanowi wybitne osiągnięcie liczącego sobie wówczas siedemdziesiąt trzy lata autora.

## Osoby
| Osoba        | Jej rola w dramacie                |
| ------------ | ---------------------------------- |
| Helena       | córka Tyndarosa                    |
| Teukros      | z Salaminy, syn Telamona           |
| Kreon        | król Koryntu                       |
| Menelaos     | małżonek Heleny                    |
| Goniec       |                                    |
| Theoklymenos | syn Proteusza, król Egiptu         |
| Theonoe      | wieszczka, jego siostra            |
| Staruszka    |                                    |
| Dioskurowie  | Kastor i Polydeukes, bracia Heleny |
| Chór         | branek greckich                    |

## Treść
Prolog. Helena chroni się przed umizgami króla Egiptu Teoklimena przy grobie jego ojca Proteusa, gdy zjawia się rozbitek z floty greckiej wracającej spod Troi, Teukros, brat Ajasa. Opowiada jej o zdarzeniach, które miały miejsce po zburzeniu Troi, o śmierci męża Heleny, Menelaosa, oraz jej matki i braci. Helena radzi mu, by udał się na Cypr, a po jego odejściu biada wraz z Chórem nad swoim nieszczęściem, pragnąc śmierci. Chór branek greckich doradza, by nie wierzyła pochopnie słowom przybysza, ale udała się do Theonoe po wyrocznię.
Epeisodion I. Po odejściu Heleny na scenę wchodzi Menelaos i opowiada, że przywiezioną z Troi Helenę ukrył w nadbrzeżnej grocie pod opieką przyjaciół, jak on rozbitków. Egipska odźwierna odgania go od bramy, świadoma nieprzyjaźni króla do Greków z powodu opierającej mu się Heleny. Menelaos obawia się, że mu porwano żonę, ale odźwierna zapewnia go, że Helena przybyła do Egiptu przed rozpoczęciem oblężenia Troi. Uspokojony Menelaos podejrzewa podobieństwo osób.

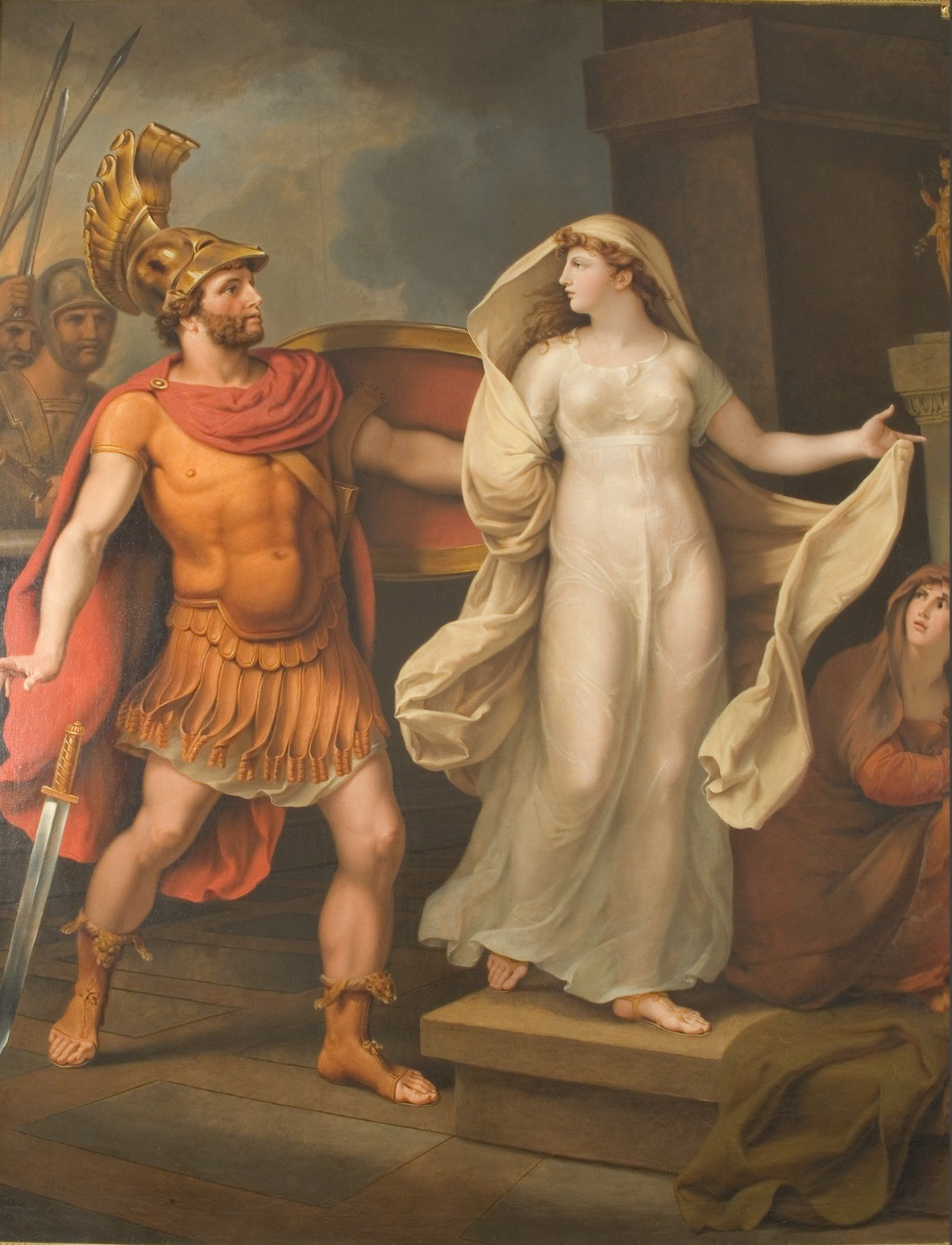
Menelaus odnajdujący Helenę. J. H. W. Tischbein. 1816

Epeisodion II. Tymczasem Helena upewniona przez Theonoe, że jej mąż żyje, natknąwszy się na niego, bierze go za siepacza Teoklimena i ucieka. Po krótkiej wymianie zdań Helena rozpoznaje męża i chce go uściskać. Menelaos pozostaje jednak wierny żonie pozostawionej w grocie. Przybywa posłaniec, który zawiadamia wodza, że Helena z groty uleciała w niebo, oznajmiając, że była marą, a prawdziwa Helena jest niewinna. Menelaos bierze żonę w objęcia, a posłaniec narzeka na krętactwo wieszczków, którzy nie wyjawili Grekom, że walczą o cień Heleny. Tak kończy się romansowa część utworu.
Epeisodion III. Powodzenie ucieczki małżonków z Egiptu zależy od milczenia wieszczki Theonoe. W przypływie natchnienia wyjawia ona Menelaosowi, że w tej chwili ważą się w niebie jego losy: sprzyja mu Hera, Afrodyta jest mu nieprzychylna. Gdyby Theonoe zechciała wziąć stronę Hery, małżonkowie byliby ocaleni. Theonoe nie chce jednak narażać się bratu. Helena błaga ją o milczenie i sprawiedliwość, powołując się na pamięć jej ojca Proteusza. Menelaos grozi wyzwaniem Teoklimena na pojedynek, a jeśliby to zawiodło, samobójczą śmiercią swoją i żony. Wzruszona wieszczka pozostawia sprawę małżonków w ręku bogów. Helena ma plan ocalenia: poprosi króla o okręt, aby złożyć pośmiertną ofiarę ku czci męża, który utonął w morzu. Menelaos ma udawać jedynego ocalonego sługę, który przyniósł wieść o śmierci swego pana. Chór opowiada o losach Trojan i Greków i ubolewa nad zniesławieniem Heleny, piętnuje niegodne sądy o bogach i przeklina wojnę.
Epeisodion IV. Helena z obciętymi włosami i w szacie żałobnej staje przed Teoklimenem; zawiadamia go o śmierci męża i prosi, by pozwolił jej złożyć ofiarę ku czci zmarłego, wedle zwyczajów greckich, wypływając okrętem w morze. Potem bez dalszych trudności, jako wdowa, odda mu swą rękę. Król się zgadza. Uznaje żal wdowy po mężu za gwarancję jej wierności na przyszłość. Obecny przy rozmowie sługa (Menelaos) w dwuznaczny sposób zachwala ową wierność. Chór śpiewa pieśń o bogini Demeter i porwaniu jej córki Persefony.
Epeisodion V. Okręt zostaje przygotowany. Teoklimenos chce towarzyszyć Helenie, żeby powstrzymać ją, gdyby chciała z żalu po stracie męża utopić się w morzu. Helenie z trudem udaje się go powstrzymać. Król postanawia zająć się przygotowaniami do wesela. Chór nuci wesołą piosenkę żeglarską.
Eksodos. Niewolnik egipski, jedyny ocalały z załogi okrętu, donosi królowi o zdradzie Greków. Teoklimenos chce się zemścić na siostrze, która zataiła przed nim prawdę. Przeciwstawia mu się Chór, który za cenę własnego życia gotów jest bronić wieszczki. Przed krwawym finałem ratują bohaterów zjawiający się na machinie bracia Heleny, Dioskurowie, którzy zaprowadzają pokój wśród wzburzonych ziemian. Tak chciało przeznaczenie, wobec którego również oni są bezsilni, ponieważ nie mogli, chociaż są bogami, uwolnić wcześniej Heleny. Przeznaczeniem jej było pozostawać w Egipcie tylko do powrotu męża. Dlatego Theonoe postąpiła słusznie. Helena wróci do domu, a po swej śmierci, jako bogini, pojawi się pośród nich. Menelaos trafi na Wyspy Szczęśliwe. Wyspa, przy której małżonkowie zacumują po drodze do Sparty, będzie odtąd nazywana imieniem Heleny.

## Recepcja utworu

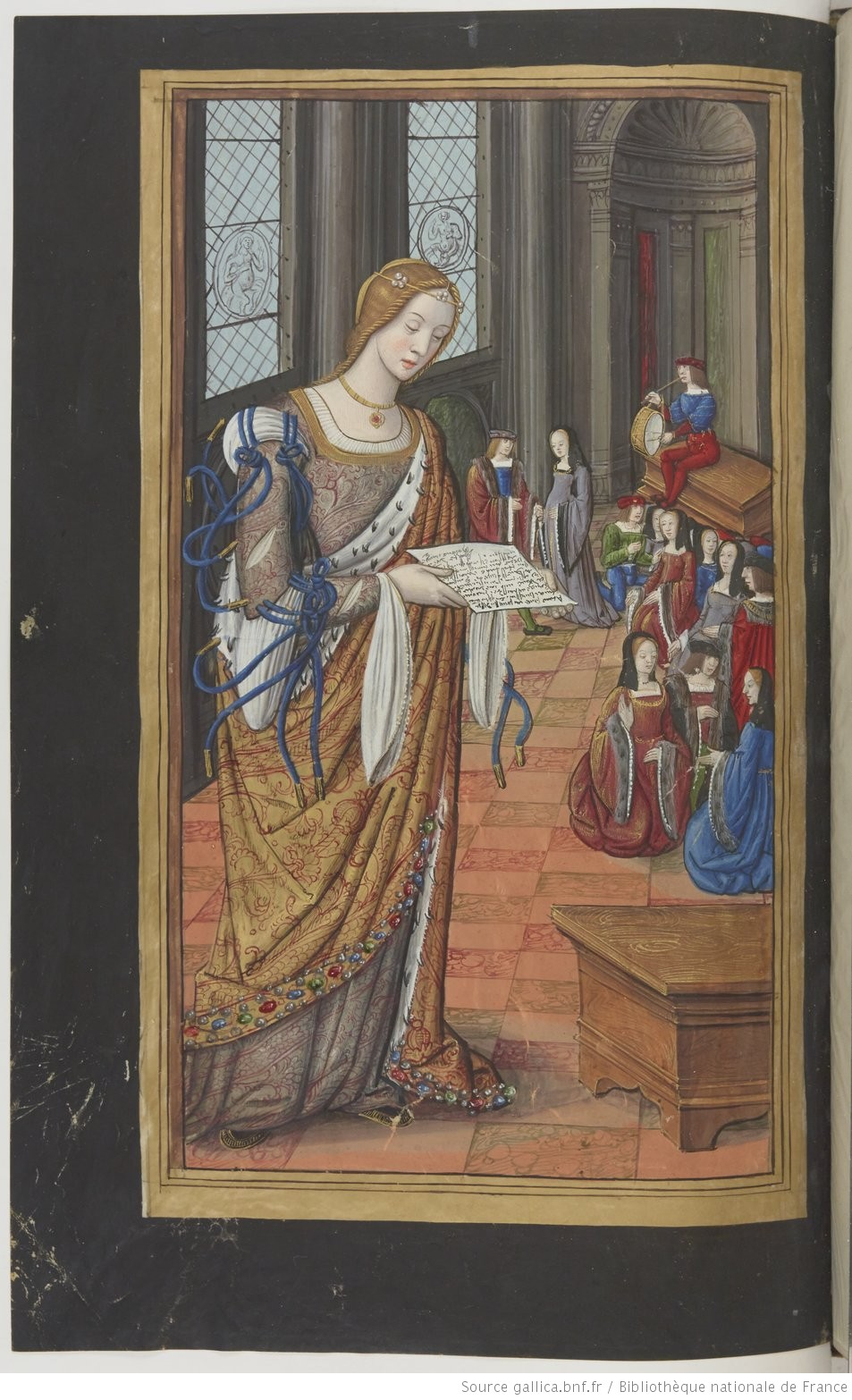
Helena. XV-wieczna miniatura do Heroid Owidiusza

Temat utworu zaczerpnął Eurypides ze sławnej palinodii Stezychora o tym, że Parysowi do Troi towarzyszył tylko sobowtór, cień, Heleny, podczas gdy prawdziwa Helena czekała w tym czasie na męża w Egipcie. Wersję tę przytacza Herodot w II księdze swoich Dziejów. Dramaturg przejął z tej tradycji główne postaci: Heleny, Menelaosa, Teukra; reszta jest jego dodatkiem. Jego pomysłem jest sytuacja Heleny w Egipcie po śmierci jej opiekuna Proteusa, nękanej przez jego następcę, Teoklymena, staraniami o jej rękę. Z woli autora również wybawca Heleny, Menelaos, zostaje zdemaskowany przez córkę Proteusa, wieszczkę Theonoe. Akcja utworu zmierza do rehabilitacji rozpustnej i przewrotnej Heleny z Trojanek we wzór miłości małżeńskiej na podobieństwo Penelopy.
Gdyby nie rozmiary utworu, jego komediowa tonacja mogłaby wskazywać, że Helena, podobnie jak wcześniej Alcesta, została pomyślana jako dramat satyrowy, zamykający trylogię tragiczną. Humor wyraźnie góruje w niej nad tragizmem. Próba połączenia mitycznej tragedii z realistyczną komedią, podjęta przez Eurypidesa po raz pierwszy w Alceście, w Helenie została przeprowadzona w pełni, dając dramat o udanej intrydze, pełen wypróbowanych wielokrotnie w tragedii perypetii, które jednak mają służyć napięciu uwagi widza, a nie wzbudzaniu współczucia czy trwogi. Przygód znanych z imienia bohaterów widz słuchał tym chętniej, że zostały podane na egzotycznym, pozbawionym lokalnego kolorytu tle i w romantyczno-awanturniczej oprawie. Utworem tym, opierając się na wzorach komedii fantastycznej i parodystycznej, Eurypides stworzył nowy gatunek sceniczny: tragikomedię.
Na język polski Helenę tłumaczyli: Jan Kasprowicz (1918), Jerzy Łanowski (1962–1966) i Robert Roman Chodkowski (2018).